# Ku-klux-klan
Ku-klux-klan, [ˌkuː klʌks ˈklæn] také znám jako Kukluxklan, nebo zkráceně Klan (zkratka KKK), je název řady bývalých i současných tajných a militantních organizací, původně pocházejících z jižních států USA. Ku-klux-klan jako organizace existoval ve třech různých obdobích dějin USA; takzvaný první Klan se ve druhé polovině 19. století dopouštěl proti politicky angažovaným Afroameričanům a jejich spolupracovníkům fyzického násilí, útoků či vražd. Tyto události pokračovaly až do období kolem roku 1872, kdy byl Klan potlačen. Všechny tři „Klany“ se snažily prosadit „očištění“ americké společnosti a byly považovány za pravicové extremistické (fašistické) organizace. Tyto organizace prosazují nadvládu bílých (bílý supremacismus), rasovou segregaci, antisemitismus, rasismus, antikatolicismus a odpor k nebělošskému přistěhovalectví; jejich hlavním cílem zůstávají Afroameričané. Ve všech třech érách Klanu bylo členství přísně tajné, a proto se celkové počty členů často zveličovaly. Od poloviny dvacátého století se organizace vyprofilovala jako antikomunistická. Počínaje 20. stoletím některé z organizací KKK nikterak antikatolické nejsou.
První Klan se jako organizace nejvíc rozvíjel v jižních státech USA ve druhé polovině 60. let 19. století. Postupně vymizel v první polovině 70. let 19. století. Jeho kořeny jsou spjaty s Demokratickou stranou a jeho hlavním cílem bylo porazit republikány v jižních státech za použití násilí vůči jejich afroamerickým přívržencům. Jednotlivé větve Klanu byly zcela samostatné a členství v nich zcela tajné. To samé platilo pro jejich záměry a plány. Mnohé větve v jižních státech USA byly kolem roku 1871 potlačeny federálními donucovacími orgány. Členové Klanu nosili pro ně specifické, často barevné oděvy, které tvořily dlouhé hábity, masky a kuželovité klobouky. Tyto oděvy byly speciálně navrženy tak, aby identita nositele zůstala utajená a zároveň měly působit hrůzostrašně.
Druhý Klan vznikl ve státě Georgie v roce 1915 a po roce 1920 se prudce rozšířil, a to i na americký Středozápad a Západ. Organizace se inspirovala němým filmem D. W. Griffitha The Birth of a Nation (Zrození národa) z roku 1915. Tento film idealizoval a mytologizoval vznik prvního Klanu. Druhý Klan proto převzal některé jejich marketingové strategie a populární strukturu bratrských organizací. Zakořeněný v tamních protestantských komunitách, Klan se pokoušel udržet nadvládu bílých, často se zastával prohibice a stavěl se proti katolíkům a židům. Organizace se také jasně stavěla proti údajné politické moci papeže a katolické církve. Druhý Klan čerpal finance ze vstupních poplatků a z prodeje tradičních bílých převleků. Členové používali tradiční terminologii prvního Klanu, avšak ke svým tradicím přidali pálení křížů a masové průvody za účelem zastrašování. Ve druhé polovině 20. let 20. století Klan rychle upadl.
Třetí a současné provedení KKK vzniklo po roce 1950 v podobě lokálních nezávislých skupin, které používají jméno Ku-Klux-Klan. Zaměřují se na protest proti hnutí za občanská práva a často se dopouští násilí a vražd aktivistů za tato práva. Anti-Defamation League („Liga proti hanobení“) a Southern Poverty Law Center („Právní centrum pro chudé amerického Jihu“), zabývající se lidskými a občanskými právy, klasifikují tuto organizaci jako skupinu šířící nenávist. Aktuální počty členů se celkově odhadují na 3 až 6 tisíc.
Druhý a třetí Ku-Klux-Klan se často odvolávaly na původní americkou „anglosaskou“ krev. I když členové Klanu tvrdí, že se drží křesťanských zásad, všechny křesťanské církve odmítly jakoukoliv spojitost s KKK.

## Název

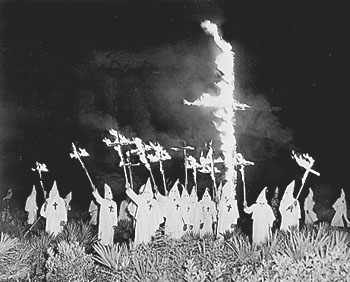
Shromáždění Ku Klux Klanu v Gainesville na Floridě, 1922

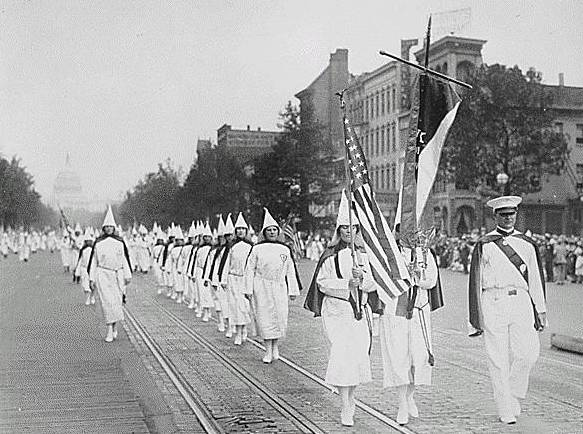
členové Klanu pochodují Washingtonem roku 1928

První dvě slova názvu jsou odvozeny od řeckého kyklos – kruh. Poslední slovo je převzato ze Skotska, kde byl klan těsnou kmenovou pospolitostí svázanou pokrevními svazky.
Ze Skotska přijali jižní obyvatelé způsob svolávání družiny – a to pomocí zapáleného dřevěného kříže. Titul Nejvyššího náčelníka Klanu byl v celé Unii znám jako Velký čaroděj, vůdcové ve státech se nazývali Velkými draky, v okresech Velcí obři a místním organizacím veleli Velcí Kyklopové. Celá organizace se nazývala „neviditelným impériem“.

## Historie
Ku-klux-klan vznikl ve městě Pulaski ve státě Tennessee, po občanské válce, když se u místního advokáta sešlo několik vysloužilých veteránů jižní armády a několik mladých bělochů z místní honorace.
Rozhodli se založit organizaci, která by bojovala proti výsledkům občanské války. Jižní státy byly tehdy poraženy a okupovány severní, federální armádou. Otroctví černochů bylo zrušeno a mělo se jim dostat rovných občanských práv. Členové nemohli zabránit zrušení otrokářství, ale byli rozhodnuti zabránit občanskému zrovnoprávnění černochů. Rozhodli se pro zastrašování a násilí vůči černochům.
Členové Klanu byli vyzbrojeni puškami, vycházeli v bílých dlouhých rouchách, nahoře zašpičatělých. V prvních letech po občanské válce stoupenci Klanu vyráželi převážně v noci, kdy například chytali černochy a na odlehlých místech je věšeli.
Když se černoch snažil uplatnit své volební právo, byl zavražděn někdy i přímo před volebními místnostmi.[zdroj⁠?!] Policie takové vraždy většinou neřešila.[zdroj⁠?!]. Občas vrahy zadržela na jednu noc do vězení a druhý den je propustila na kauci.[zdroj⁠?!]
Ovšem teror Klanu nebyl zaměřen jen proti černochům. Směřoval i proti republikánům bílé pleti, kteří podporovali rovnoprávnost Afroameričanů.
Na přelomu století vliv Ku-klux-klanu slábl. Teroristická činnost Klanu byla nahrazena právním zakotvením bělošské nadvlády. Opatření proti tomu, aby černoši směli volit, byla volební daň a tzv. zkoušky vyspělosti. Zkoušky vyspělosti spočívaly v tom, že černý volič byl přezkoušen ze svých znalostí. Otázky byly vybírány z akademických učebnic;[zdroj⁠?!] počítalo se s nízkým vzděláním černochů.[zdroj⁠?!] Opatření byla velice účinná.[zdroj⁠?!]
Ku-klux-klan byl znovu oprášen v roce 1916 a činnost rozvinul po první světové válce. Válka znamenala mnoho změn v myšlení a psychologii černochů. Černoši odcházeli za prací do větších měst, stávali se vojáky. Po konci války už nebyli ochotni dál snášet dřívější pořádky. Mnozí věděli, že v Rusku Říjnová revoluce nastolila nový řád. Začali se organizovat a chtěli občanská práva. Po těchto rozhodnutích začal znovu vystupovat Ku-klux-klan. Na Jihu byli jeho stoupenci mnozí policisté, ale i politici.[kdo?]

## Názvy a rituály
Členství v některých organizacích klanu bylo tajné, a proto jejich členové používali slovo AYAK (z anglického Are You A Klansman? – Jste členem klanu?) pro vlastní identifikaci před ostatními členy. Obvykle se používala odpověď AKIA (A Klansman I Am – Jsem členem), která tento pozdrav dokončovala.
Níže uvedenou terminologii vymyslel William Joseph Simmons při příležitosti obnovy klanu v roce 1915. Klan v éře rekonstrukce používal jiné názvy. Jediné tituly, které převzali z dřívějška byly Čaroděj (Wizard) – vůdce Klanu a Noční jestřáb (Night Hawk) pro vedoucího v oblasti bezpečnosti.
Imperial Kludd byl kaplan tzv. Imperial Klonvokation, ale vykonával i jiné povinnosti jemu uložené Čarodějem Klanu.
Imperial Kaliff zastával po Čarodějovi druhou nejvyšší pozici v Klanu.
- Klabee: pokladník
- Kleagle: rekrut
- Klecktoken: zápisné
- Kligrapp: sekretářka
- Klonvocation: shromáždění
- Kloran: rituální kniha
- Kloreroe: delegát
- Kludd: kaplan

Kvůli utajení byly prozrazeny pouze některé tituly – Čaroděj, Noční jestřáb a další, většinou oblastní zástupci.
Roucho Ku-Klux-Klanu vzniklo z hábitu španělských kněží, kteří v tomto rouchu prováděli pohřební slavnosti a pohřby.

## Ku Klux Klan v současnosti
Současný KKK netvoří pouze jedna organizace. Je tvořen malými, na sobě nezávislými větvemi napříč celými Spojenými státy. Southern Poverty Law Center, organizace, která se zabývá extremistickými skupinami, roku 2017 odhadla, že funguje minimálně 29 různých skupin vystupujících pod jménem KKK. Tyto skupiny mezi sebou soupeří o členy, pozornost médií a také o titul „právoplatného dědice“ původního Ku Klux Klanu. Právě kvůli vzniku těchto nezávislých odvětví je momentálně ještě těžší se do Klanu infiltrovat a určit celkové počty jeho členů. Odborní analytici jsou přesvědčeni o tom, že cca dvě třetiny členů Klanu se nacházejí v jižních státech USA, zatímco zbylá třetina se nachází především na Středozápadě USA.
Klan se snaží expandovat také na mezinárodní úrovni, avšak počty členů již nějaký čas postupně klesají. Důvodem jsou hlavně nedostatečná znalost používání internetu, historická spojitost s násilím, podpora skupin šířících nenávist a také snížení počtu mladých aktivistů, kteří by byli ochotni vstoupit do skupiny tohoto typu.
V roce 2015 počet KKK větví celostátně vzrostl ze 72 na 190.
Současné kampaně KKK pouze podnítily veřejný neklid týkající se nelegální imigrace, kriminality ve městech, registrovaného partnerství a sňatků osob stejného pohlaví. V roce 2006 J. Keith Atkins prohlásil, že „literatura a propaganda Klanu jsou vrcholně homofobní a podněcují násilí vůči gayům a lesbám.“ Od 70. let začal Klan směřovat svou zlobu i na tyto předtím nepovšimnuté skupiny obyvatelstva.
Mnoho KKK skupin se spojilo s jinými typy organizací prosazujících nadvládu bílých, jako například neonacisté. Některé z nich dokonce převzaly neonacistický vzhled a symboly skinheadů.
American Civil Liberties Union (volně přeloženo jako Americký svaz pro občanské svobody) poskytl právní obhajobu několika různým odvětvím Klanu. Důvodem jsou jejich práva, která vyplývají z prvního dodatku Ústavy Spojených států amerických, tj. shromažďovat se, pořádat průvody a pochody a také mít politické kandidáty ze svých řad.
V alabamském týdeníku The Democrat-Reporter vyšel 14. února 2019 článek s názvem „Klan needs to ride again“ (volný překlad: „Klan by měl opět vyjet do ulic“). Šéfredaktor časopisu Goodloe Sutton vyzývá Klan, aby se vrátil zpět do ulic a podnikal své noční jízdy. Důvodem bylo plánované zvýšení daní v Alabamě. Sutton poté v rozhovoru naznačil, že Washington, D.C. by mohl být „očištěn“ metodou lynčování, konkrétně věšením. Sutton dále objasňuje, že chce věšet pouze socialisty a komunisty. Tento článek a jeho další prohlášení přiměly alabamské funkcionáře a Alabamskou tiskovou asociaci požadovat Suttonovu rezignaci. Asociace potom podmínečně vyloučila jeho týdeník ze svých řad. Poté se Sutton vyjádřil, že výše uvedený článek měl být ironický, avšak mnoho lidí podle něj dnes ironii nedokáže pochopit.
Seznam současných organizací Klanu od Anti-Defamation League
- Bayou Knights of the Ku Klux Klan – funguje převážně v Texasu, Oklahomě, Arkansasu, Louisianě a dalších oblastech amerického Jihu
- Church of the American Knights of the Ku Klux Klan
- Imperial Klans of America
- Knights of the White Camelia
- Knights of the Ku Klux Klan (Rytíři Ku Klux Klanu) – Vedeni národním ředitelem a samozvaným pastorem Thomasem Robbem. Jejich základna se nachází ve městě Harrison v Arkansasu. Prohlašují, že jsou největší organizací Klanu v dnešní Americe.
- Loyal White Knights of the Ku Klux Klan – základna v Severní Karolíně, vůdce Will Quigg; v současnosti je považována za nejpočetnější větev KKK.
- White Knights of the Ku Klux Klan (Bílí rytíři Ku Klux Klanu)

## Ku Klux Klan mimo Spojené státy americké
Ku Klux Klan se lidé pokusili založit i ve státech mimo USA a Kanady.
Ve druhé polovině 90. let 20. století Peter Coleman, bývalý člen australské politické strany One Nation, založil několik větví KKK na území Austrálie. Kolem roku 2012 se Ku Klux Klan pokusil infiltrovat do dalších politických stran, např. Australia First.
Nábor nových členů byl zaznamenán také ve Velké Británii, konkrétně v 60. letech, kdy se politický aktivista Robert Relf zúčastnil založení britského KKK.
Také v Německu ve 20. letech 20. století byla založena KKK skupina s názvem Ritter des Feurigen Kreuzes („Rytíři ohnivého kříže”). Tato organizace byla rozpuštěna a její členové se přidali k nacistům poté, co převzali nadvládu nad Německem; další německá skupina spojovaná s KKK the European White Knights of Ku Klux Klan („Evropští rytíři Ku Klux Klanu“) vznikla roku 2012 a zviditelnila se, když německá média informovala veřejnost o tom, že dva policisté, kteří byli členy této organizace, kvůli svému členství v ní nepřijdou o práci.
KKK skupina vznikla dokonce i na Fidži na počátku 70. let 19. století. Založili ji místní bílí osadníci. Nakonec byla zrušena Brity. Ti, i když na Fidži oficiálně nevládli, hráli důležitou roli při vzniku tamní nové konstituční monarchie a tato monarchie byla soustavně ohrožována větví KKK na Fidži.
V brazilském São Paulo byl v roce 2003 zrušen web skupiny Imperial Klans of Brazil a její vůdce byl zatčen.

#### Česká
- MACLEANOVÁ, Nancy. Pod maskou ušlechtilosti. Praha: BB/art, 2007. 357 s. Dostupné online. ISBN 978-80-7381-105-1.
- PILÁT, Jan. Svět doktora Kinga. 1. vyd. Praha: Práce, 1983. 245 s. (Příruční knihovna ROH). Dostupné online.
- STREETER, Michael. Tajné a přísně tajné. Praha: Knižní klub, 2010. 255 s. Dostupné online. ISBN 978-80-242-2694-1.

#### Zahraniční
- Axelrod, Alan. The International Encyclopedia of Secret Societies & Fraternal Orders, New York: Facts On File, 1997.
- Dray, Philip. At the Hands of Persons Unknown: The Lynching of Black America, New York: Random House, 2002.
- Feldman, Glenn. Politics, Society, and the Klan in Alabama, 1915–1949. University of Alabama Press, Tuscaloosa, AL, 1999.
- Horn, Stanley F. Invisible Empire: The Story of the Ku Klux Klan, 1866–1871, Patterson Smith Publishing Corporation: Montclair, NJ, 1939.
- Ingalls, Robert P. Hoods: The Story of the Ku Klux Klan, New York: G.P. Putnam's Sons, 1979.
- Levitt, Stephen D. and Stephen J. Dubner. Freakonomics: A Rogue Economist Explores the Hidden Side of Everything. New York: William Morrow (2005).
- Moore, Leonard J. Citizen Klansmen: The Ku Klux Klan in Indiana, 1921–1928 Chapel Hill: U of North Carolina Press, 1991.
- Newton, Michael, and Judy Ann Newton. The Ku Klux Klan: An Encyclopedia. New York & London: Garland Publishing, 1991.
- Parsons, Elaine Frantz, "Midnight Rangers: Costume and Performance in the Reconstruction-Era Ku Klux Klan." The Journal of American History 92.3 (2005): 811–836.
- Rhodes, James Ford. History of the United States from the Compromise of 1850 to the McKinley-Bryan Campaign of 1896. Volume: 7. (1920)
- Rogers, William; Ward, Robert; Atkins, Leah; and Flynt, Wayne. Alabama: The History of a Deep South State. University of Alabama Press, Tuscaloosa, AL, 1994.
- Steinberg. Man From Missouri. New York: Van Rees Press, 1962.
- Thompson, Jerry. My Life in the Klan, Rutledge Hill Press, Nashville. Originally published in 1982 by G.P. Putnam's Sons, ISBN 0-399-12695-3.
- Trelease, Allen W. White Terror: The Ku Klux Klan Conspiracy and Southern Reconstruction (Louisiana State University Press: 1995).
- Ku Klux Klan w USA 1915-1944, Krzysztof Kasiński, Szczecin: Wydawnictwo MyBook, 2007.
- Ku Klux Klan, Jerzy Sobieraj, Warszawa: Dom Wydawniczy Bellona, 2004.